# Józef Kolonko

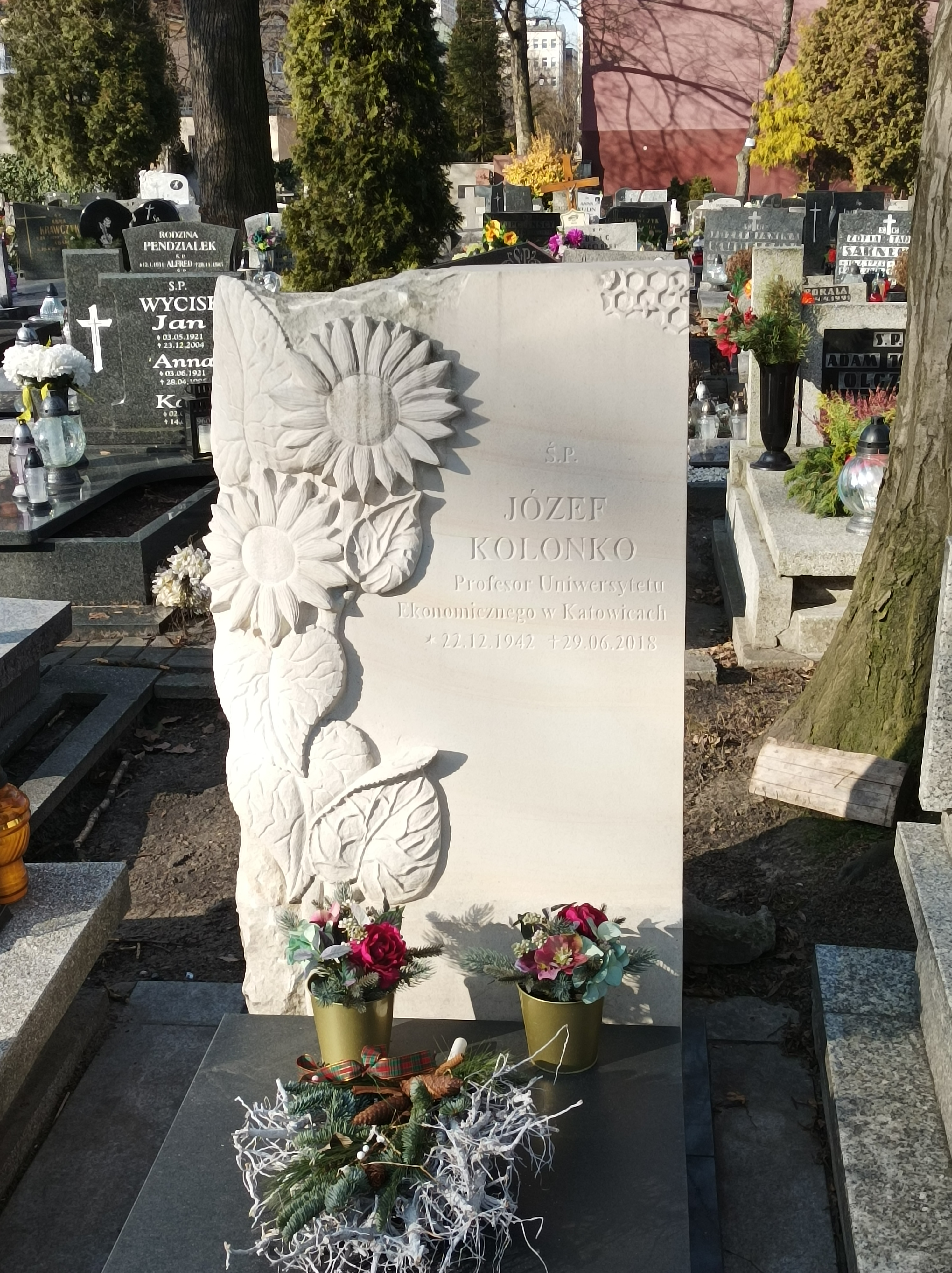
Grób prof. Józefa Kolonki na cmentarzu przy ul. Sienkiewicza w Katowicach

Józef Kolonko (ur. 22 grudnia 1942 w Kocierzu, zm. 29 czerwca 2018) – polski ekonomista, doktor habilitowany nauk ekonomicznych Uniwersytetu Ekonomicznego w Katowicach. W swojej działalności naukowej skupiał się przede wszystkim na ekonometrii i statystyce oraz finansach.
W 1960 zdał maturę w I LO w Żywcu (klasa XIc). Studia rozpoczął na Wydziale Przemysłu Wyższej Szkole Ekonomicznej w Katowicach kończąc je z tytułem magistra w 1965. Pracę doktorską Ekonometryczny model kształtowania się płac w wybranym przedsiębiorstwie przemysłu maszynowego obronił w 1971, w 1981 uzyskując habilitację. W latach 1981–1987 był dyrektorem Instytutu Ekonometrii Akademii Ekonomicznej w Katowicach. Był też kierownikiem Katedry Rachunkowości i Finansów Górnośląskiej Wyższej Szkoły Przedsiębiorczości oraz kierownikiem Zakładu Statystycznej Analizy Danych w Katedrze Statystyki AE. Założyciel NSZZ „Solidarność” w Akademii Ekonomicznej w Katowicach. Autor wielu publikacji naukowych (w tym książek – przede wszystkim jego najważniejsza pozycja: „Analiza dyskryminacyjna i jej zastosowanie w ekonomii”).
W 2007 dołączył do Rady Naukowej Narodowego Banku Polskiego.

## Odznaczenia
- Krzyż Kawalerski Orderu Odrodzenia Polski,
- Brązowy i Złoty Krzyż Zasługi,
- Złoty Medal za Długoletnią Służbę,
- Złota Odznaka „Zasłużony dla Uniwersytetu Śląskiego”,
- Medal Uniwersytetu Ekonomicznego w Katowicach 15 grudnia 2011[5],
- Złoty Krzyż Za Zasługi dla Województwa Śląskiego